# Université nationale principale de San Marcos
L'université nationale principale de San Marcos (en espagnol Universidad Nacional Mayor de San Marcos) (UNMSM) est une université publique située dans la ville de Lima, au Pérou. Au niveau national, étant la première université créée dans le pays, elle est considérée comme l’institution d’enseignement la plus importante, la plus reconnue et la plus représentative. Sur le plan continental, elle est la première officiellement créée par Real Cédula, la plus longtemps en fonctionnement continu depuis sa fondation, et est donc reconnue comme « la plus ancienne université d'Amérique ».
Située à l'origine dans le cloître et le couvent du Rosaire de l'ordre des Dominicains - actuelle basilique et couvent de Saint-Dominique - jusqu'en 1548, sa fondation officielle a été lancée par Fray Tomás de San Martín et s'est achevée le 12 mai 1551 avec le décret de l'empereur Charles Ier d'Espagne et du Saint Empire romain germanique, en 1571, acquiert le degré de droit pontifical octroyé par le pape Pie V et finit par être nommé « université royale et pontificale de la Cité des rois de Lima ». Reconnue par la Couronne espagnole, la première université d’Amérique officiellement fondée par Real Cédula est appelée « université de Lima » entre 1551 et 1821, à l’époque de la vice-royauté.
À l’époque de l’indépendance, elle joue un rôle de premier plan en illustrant les principaux dirigeants de l’indépendance du Pérou, après la proclamation de l’indépendance et au cours du fondement de la république. Elle maintient de façon familière sa dénomination d'« université de Lima » jusqu’en 1946, date à partir de laquelle son nom actuel et sa dénomination comme université nationale deviennent officiels.
L’université de San Marcos est considérée comme l’institution péruvienne d’enseignement supérieur la plus importante et la plus représentative pour sa « tradition, son prestige, sa qualité et sa sélectivité », également qualifiée et reconnue comme l’un des principaux centres de recherche scientifique et sociale du Pérou. Elle se situe généralement à la 1re place au niveau national dans plusieurs éditions annuelles du classement des universités, tel que le classement des universités du Pérou par l'ANR et parrainé par l'UNESCO, le classement des universités par performance académique de l'URAP, le classement QS World University de Quacquarelli Simonds, le classement Web des universités de la SCC, le Webometrics, les classements Web de l’Université par et les rapports SIR World par le Centre de recherche SCImago. En outre, l'université dispose d’une licence institutionnelle de dix ans accordée par la Superintendencia Nacional de Educación Superior Universitaria (SUNEDU) et est dotée d’une accréditation institutionnelle internationale attestant de sa qualité universitaire et administrative.
Des Péruviens divers et des Latino-américains influents, penseurs, chercheurs, scientifiques, hommes politiques et écrivains ont fréquenté cette université, valorisant de ce fait le haut niveau d'éducation, le prestige dont jouit l'université et la participation intellectuelle active et importante que l'université et ses étudiants ont eue tout au long de l'histoire du Pérou. L'université de San Marcos a souvent été qualifiée de centre de réflexion du Pérou pour avoir fortement participé au progrès que le pays a finalement atteint, outre la diversité, la préparation et le militantisme de ses étudiants devenus présidents de la république du Pérou, mais aussi cinq candidats péruviens au prix Nobel de physique, au prix Nobel de la paix (six Péruviens ont été nommés pour ce prix entre 1901 et 1966) et au prix Nobel de littérature dont Mario Vargas Llosa est jusqu’à présent le seul Péruvien à avoir obtenu ce prix.
En plus de 465 années de fonctionnement ininterrompu, l’université de San Marcos a traversé plusieurs périodes historiques qu’elle retrace et distingue grâce à certains de ses bâtiments : la « Casona de San Marcos », le lieu historique de l’université avec plus de 400 ans d’histoire et dont une partie de la région et de la liste des bâtiments du centre historique de Lima qui ont été classés au patrimoine mondial de l'UNESCO en 1988, et qui abrite actuellement les principales activités culturelles et les bourses de diplômes de l'université ; les locaux actuels de la Faculté de médecine « San Fernando », inaugurée en 1901 et la première école de médecine du pays ; et la soi-disant « ville universitaire », qui depuis 1960 est son siège principal, où sont situées la plupart des facultés, la bibliothèque centrale, le stade universitaire et le presbytère, et où la plupart des activités académiques et de recherche sont menées. Tous ces locaux sont situés dans le district de Lima. L'université de San Marcos compte actuellement des écoles professionnelles, regroupées dans vingt facultés, réparties en cinq domaines académiques. Enfin, San Marcos est l'université péruvienne qui couvre davantage de disciplines universitaires[réf. nécessaire].

## Histoire
Il semble que l'histoire de cette institution soit une suite ininterrompue de crises et de tentatives de réforme. C'est du moins ainsi qu'elle est implicitement présentée dans l'historiographie. Cette problématique est encore très présente dans les discours produits par les divers groupes d'opinion et de pouvoir au sein de l'université.

### Le contexte de la fondation, et le débat chronologique pour l'ancienneté

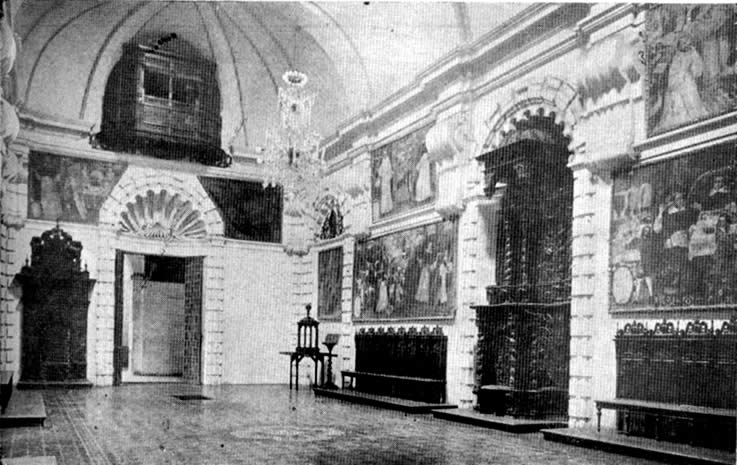
La maison historique au couvent du Rosaire de la Ordre dominicaine, où l'université de San Marcos a commencé à travailler.

La mission évangélisatrice assignée aux hommes de la Conquête rend urgente la création d'un centre de formation des clercs, d'autant que les sociétés andines, et notamment le Tahuantinsuyu (l'empire inca) sont elles aussi dotés d'institutions similaires (le Yachaywasi de la langue quechua). Ce besoin ne se fait pas uniquement sentir dans la zone andine, mais dans toute la Nouvelle-Espagne. C'est ainsi que de 1551 à 1558 sont successivement créées par la couronne espagnole quatre universités : San Marcos, San Pablo (Mexico), La Plata (qui ne sera jamais inaugurée) et Santiago de La Paz (à Saint-Domingue, elle disparait lors de l'expulsion des Jésuites en 1767). L'université de la Ville des Rois (Lima), qui ne porte pas encore le nom de saint Marc, reçoit le 12 mai 1551 une real cedula dont l'original aurait été perdu lors de l'occupation chilienne (1881-1883) mais dont une copie se trouve à l'Archivo General de Indias, et dont nous avons conservé plusieurs versions imprimées du XVIe siècle. Elle est inaugurée le 2 janvier 1553.
Dans les années 1930, un débat érudit a opposé des historiens péruviens et mexicains pour statuer sur l'ancienneté respective de San Marcos et de San Pablo. C'est alors qu'est inventée l'expression « Doyenne d'Amérique » qui est aujourd'hui accolée au nom de l'Universidad Nacional Mayor de San Marcos (malgré sa suppression temporaire sous le rectorat de l'historien Manuel Burga Díaz). Notons qu'à San Marcos même, l'ensemble de l'opinion n'était pas en faveur d'une revendication qui nourrissait le nationalisme sanmarquinien émergent. C'est ainsi que l'auteur d'un texte publié en ouverture d'un numéro du bulletin bibliographique de la bibliothèque de San Marcos, dont on peut supposer qu'il s'agit du grand historien-bibliothécaire, Jorge Basadre, indique, après avoir reconnu la validité de la démonstration érudite en faveur de San Marcos, que « nous reconnaissons au problème une importance excessive. Notre aspiration profonde est que l'université de San Marcos ne soit pas tant la plus « ancienne » que la « plus moderne » des universités américaines ».

### San Marcos jusqu'à la mi-XVIIIesiècle

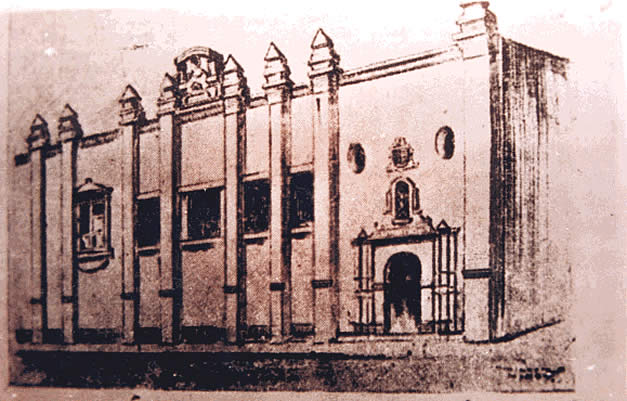
Gravure de l'ancienne façade des locaux dans lesquels l'université de San Marcos a opéré toute la vice-royauté, après, cet endroit serait transféré au naissant Congrès du Pérou.

De 1553 à 1571, l'université est essentiellement un studium dominicain. Si des personnes issues d'autres ordres, voire des laïcs, y participent peu à peu, sa direction est exclusivement assurée par des dominicains. En 1571, à l'issue d'une crise qui oppose les Dominicains, et plus généralement les ultramontains aux partisans du pouvoir royal, Philippe II impose la nomination d'un recteur laïc, Pedro Fernandez de Valenzuela. Paradoxalement, au moment même où le pouvoir royal reprend en main San Marcos, Rome concède à ses maîtres, par un bref de Pie V du 25 juillet 1571, la licentia ubique docendi (le droit d'enseigner en tout lieu de la chrétienté). L'université est alors dite real y pontificia (auparavant, elle n'était que real, mais dirigée par des dominicains). De 1571 à 1581 se succèdent des recteurs laïcs. Mais l'opposition des dominicains et des autres clercs produit des troubles qui aboutissent à la réforme de 1581. La durée d'un exercice est fixée à un an, renouvelable une fois tacitement, et une seconde fois avec l'accord du vice-Roi (la durée totale d'un rectorat ne peut donc excéder trois ans); enfin, est alors adopté le principe de l'alternance entre un laïc et un prêtre à la tête de l'université.
C'est en 1571 qu'ont été adoptées les Constituciones de la Universidad de los Reyes, premier statut universitaire du continent américain. Il fixe le nombre de facultés, le coût des inscriptions, la couleur des livrées, les principales dates du calendrier universitaire... Quand il s'agit de trouver un nom - c'est-à-dire un patron - à l'université, se présentent des partisans de chacun des quatre évangélistes. C'est par tirage au sort effectué le 20 septembre 1574 que saint Marc est choisi comme protecteur de l'université. Plus immédiatement, celle-ci bénéficie du soutien du vice-roi Francisco de Toledo (1569-1581) qui lui assigne de riches rentes, encore augmentées sous le règne du vice-roi lettré Francisco de Borja y Aragón (1615-1621). Sa mission évangélisatrice est confirmée, Philippe II ordonnant que la chaire de doctrine ne soit attribuée qu'à des clercs connaissant le quechua. Déjà, avant sa mort en 1570, le célèbre Fray Domingo de Santo Tomás avait créé à San Marcos la chaire de langue quechua.
En revanche, ce n'est qu'en 1634 qu'est inaugurée la chaire de médecine (créée au XVIe siècle). L'enseignement de cette discipline prend son essor dans la seconde moitié du XVIIe siècle, et est alors créée une chaire d'anatomie.
Depuis le statut de 1571 et la réforme de 1581, divers textes ont réformé ponctuellement le fonctionnement de l'université. Ils sont compilés en 1735 dans les Constituciones antiguas, añadidas y modernas. À cette date, San Marcos connait de sérieux problèmes économiques et académiques.

### Des Bourbons à 1850: déclin et tentatives de réformes
En 1621 avait été créée à Cuzco l'université San Ignacio de Loyola, tenue par des Jésuites. San Marcos s'y était vainement opposé, pour des raisons économiques. Au XVIIIe siècle, il apparait (déjà...) que les luttes internes et les difficultés de financement paralysent l'institution. Ce ralentissement profite aux deux collèges de Lima, celui de San Bernardo (pour la médecine) et surtout celui de San Carlos qui attirent les meilleurs élèves (l'université tend alors à ne devenir qu'un lieu de délivrance des titres universitaires, dont elle garde le monopole). Mais l'accession d'un Bourbon au trône d'Espagne au terme de la guerre de Succession d'Espagne introduit dans le monde hispanique un modèle identifié dans l'historiographie comme celui des « réformes bourboniques ». L'événement déclencheur est l'expulsion des Jésuites hors de l'Empire (1767). En Espagne, trois penseurs, le comte d'Aranda, Campomanes, et le sanmarquinien Pablo de Olavide inspirent un projet de réforme de l'éducation inspiré des Lumières. Au Pérou, c'est le vice-roi Manuel de Amat y Junyent (1761-1776) qui est chargé de l'adapter et de l'appliquer. Il collabore étroitement avec le recteur laïc Joaquín Bouso Varela, et rédige en 1771 un règlement réformateur où pour la première fois est mis en valeur un projet de bibliothèque universitaire. Malgré l'affectation d'une partie des ressources provenant des biens jésuites (rentes, livres), la réforme s'enlise et échoue.
En 1783, le juriste José Baquíjano y Carrillo rédige à son tour un projet réformateur, considéré comme particulièrement important dans l'histoire de l'éducation au Pérou. Il y promeut les idées des Lumières, la liberté de l'enseignement et de la presse... Mais il échoue à se faire élire recteur, et le projet n'est pas appliqué immédiatement. Ses partisans, cependant, subissent son influence : Toribio Rodríguez de Mendoza, recteur du collège de San Carlos, y applique les idées que Baquijano a échoué à imposer à San Marcos, et les transmet ainsi à la génération des partisans de l'indépendance ; Hippólito Unanue développe un enseignement de la médecine plus moderne autour du nouvel amphithéâtre anatomique... L'échec de Baquijano, et le développement des collèges, handicape San Marcos qui avec les débuts de la République traine une réputation de conservatisme.

### La période contemporaine
En 1850, Ramón Castilla impose une reprise en main de l'université, qui passe aussi par l'intégration des deux prestigieux collèges liméniens (San Carlos et San Fernando). En outre, toutes les universités du pays (San Cristobal à Ayacucho, San Antonio à Cuzco, Santo Tomas y Santa Rosa à Trujillo, San Agustin à Arequipa) forment un seul corps dont le centre est San Marcos, ce qui justifie son appellation d'« université majeure ». Enfin, aucune université ne pourra être créée sans l'accord de San Marcos. En revanche, en 1855, Castillo autorise la création de six instituts et écoles « professionnelles » : Institut militaire, École des mines... Le moment culmine avec le court rectorat de José Gregorio Paz Solden (1861-1862) qui voit la subordination effective des collèges. C'est alors que le local du Convento San Carlos est rattaché à l'université (il abrite aujourd'hui le centre culturel de San Marcos).

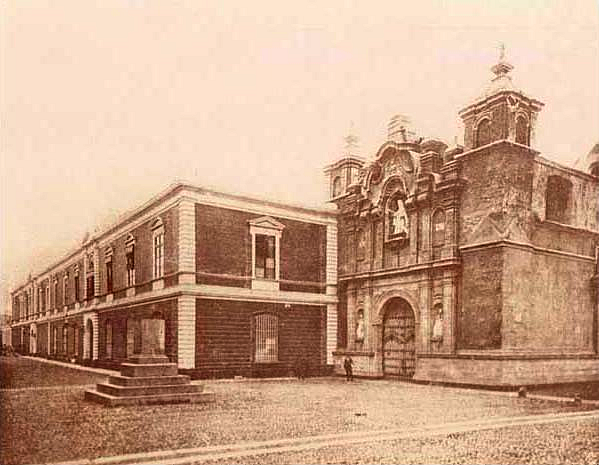
Locaux de l'université de San Marcos, en 1920, le fameux « Casona de San Marcos » est maintenant le Centre Culturel de San Marcos.

Mais l'invasion chilienne de 1881 brise ce mouvement. La bibliothèque est pillée, les locaux occupés. L'université replonge dans une routine qui dès le début du XXe siècle fait l'objet de fortes critiques. Cependant, le mouvement réformateur vient cette fois de la province. En 1907-1908, une violente grève étudiante à l'université de Cuzco oblige les autorités à intervenir et à prendre conscience des déficiences du système universitaire. En 1917 est créée la Fédération des étudiants à l'échelon national. Elle est incarnée par la figure de Raúl Haya de la Torre, envoyé par l'université de Trujillo, mais s'appuie aussi sur le professeur sanmarquinien Víctor Andrés Belaunde (l'un et l'autre incarnent pourtant des mouvements politiques distincts dans l'histoire intellectuelle et politique du Pérou). Les étudiants péruviens subissent alors l'influence du mouvement de réforme argentin né à l'université de Córdoba, tandis que se diffusent dans certains secteurs de la société les idées marxistes. Une des revendications du mouvement est donc un plus fort investissement dans le développement de l'enseignement et de la culture populaires. Dans ce contexte d'ébullition intellectuelle, qui est aussi un moment de chaos et de ralentissement dans l'enseignement, se crée en 1917 la principale rivale de San Marcos, la Católica.
Sous le second gouvernement d'Augusto Leguía, est promulguée en 1920 une Loi organique sur l'Enseignement, qui accorde aux universités dites « mineures » (de province) et à la Catholique un statut égal à celui de San Marcos. L'agitation continue à San Marcos entre les pro- et les anti-Leguía, jusqu'à la chute de son gouvernement en 1931, qui permet l'élection du recteur libéral José Antonio Encinas qui tente à nouveau une réforme, qui aboutit à... la fermeture de l'université entre 1932 et 1935.
Malgré la grande instabilité administrative de l'université, et les nombreuses critiques adressées à son enseignement, la majorité des grands noms péruviens de la première moitié du XXe siècle - la génération dite du Centenaire de l'Indépendance - sont liés à San Marcos.

## L'université actuellement
Aujourd'hui, l'université nationale de San Marcos du Pérou a plus de 40 000 étudiants dans 56 spécialités différentes et 20 facultés. Le campus est situé dans l'arrondissement de Lima et a une superficie de 0,69 km2. À l’extérieur du campus, on trouve un centre culturel (« La Casona ») à l'arrondissement de Lima et plusieurs de musées de l'université. C'est la plus ancienne et la plus importante institution éducative du Pérou, considérée comme la meilleure université par les péruviens.

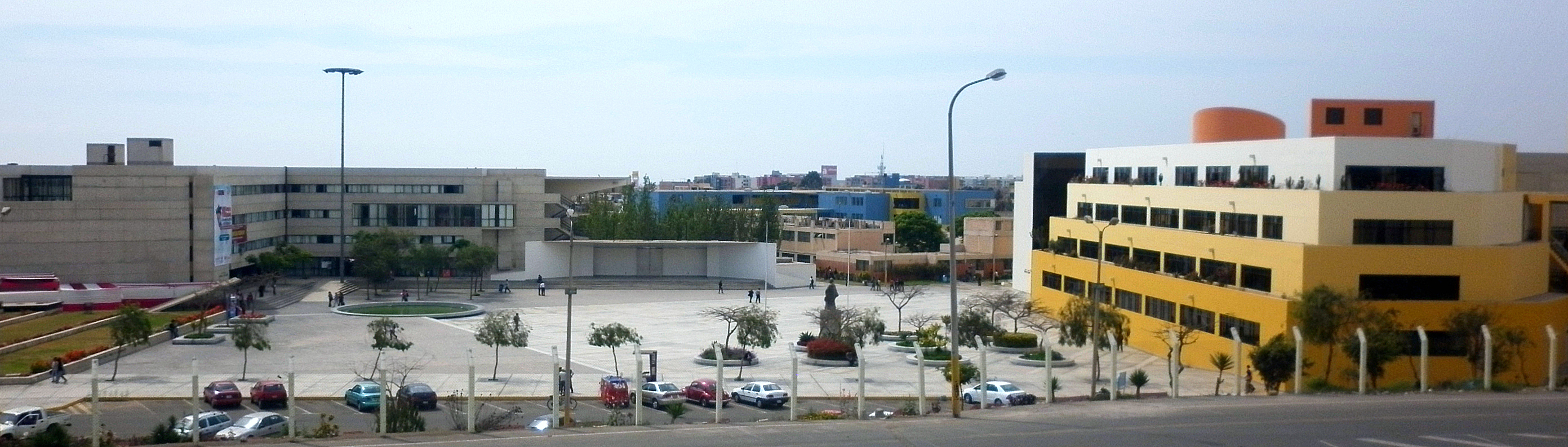
Place principale de la Universidad Nacional Mayor de San Marcos, le côté gauche montre le siège du Rectorat « Jorge Basadre », juste à côté du siège de la Bibliothèque centrale « Pedro Zulen » au centre montre le monument au gestionnaire de la fondation de l'université : Fray Tomás de San Martín.

### Facultés
- Faculté des sciences administratives
- Faculté de comptabilité
- Faculté de droit et sciences politiques
- Faculté d'éducation
- Faculté des lettres et sciences humaines
- Faculté des sciences sociales
- Faculté des sciences économiques
- Faculté des pharmacie et biochimie
- Faculté de médecine
- Faculté de médecine vétérinaire
- Faculté d'odontologie
- Faculté de psychologie
- Faculté de sciences mathématiques
- Faculté de chimie et ingénierie chimique
- Faculté de sciences biologiques
- Faculté de sciences physiques
- Faculté d'ingénierie industrielle
- Faculté d'ingénierie électrique et électronique
- Faculté d'ingénierie des systèmes et informatique
- Faculté d'ingénierie géologique, des mines, métallurgique et géographique

## Personnalités liées à l'université
- Santiago Antúnez de Mayolo
- José María Arguedas
- Jorge Basadre
- Bertha Bouroncle
- Alfredo Bryce Echenique
- Daniel Alcides Carrión
- Rebeca Carrión Cachot
- Miguelina Acosta Cárdenas
- Honorio Delgado
- Enrique Del Solar Cáceda
- Jeremías Gamboa
- Alan García
- Gustavo Gutiérrez
- Víctor Raúl Haya de la Torre
- Cayetano Heredia
- Pedro Peralta y Barnuevo
- Luis Alberto Sánchez
- Julio Tello
- Hipólito Unanue
- Abraham Valdelomar
- César Vallejo
- Mario Vargas Llosa
- Federico Villarreal
- Maria Luisa Aguilar

## La «ville universitaire»
De l'université nationale de San Marcos, plus connue sous le nom de « ville universitaire » de Lima ou simplement « ville universitaire », est le campus principal de l'université de San Marcos et se situe entre l'avenue Venezuela et la ville de Quadras. 34 et 36-, avenue de l'université, avenue Amézaga et avenue Óscar Benavides - avenue Colonial, dans le quartier de Lima. Dans la « ville universitaire » de San Marcos, se trouvent les principaux locaux administratifs de l'université, tels que le presbytère. Il abrite 17 des 20 facultés de l'université de San Marcos, la bibliothèque centrale, le stade universitaire de San Marcos, le gymnase universitaire, la salle à manger de la « ville universitaire » et l'une des résidences universitaires. En outre, la ville comprend le complexe archéologique de Huaca San Marcos, qui est préservé et étudié par les étudiants et les chercheurs de San Marcos.140
Vue aérienne d'une grande partie de la « ville universitaire » de l'université nationale de San Marcos.
Depuis 2007, des travaux routiers ont été réalisés à l'extérieur de la « ville universitaire ». Les travaux imposés par l'ancien maire Luis Castañeda de la municipalité métropolitaine de Lima ont été durement remis en question par les étudiants de Sanmarquino, en raison de leur intention de mutiler près de 29 000 mètres carrés du campus et de la disparition d'espaces verts et une partie de la zone tampon nécessaire aux activités académiques sur le campus. En 2008, des spécialistes de l'université nationale d'ingénierie et du CDL-College of Engineers of Peru ont rejoint la demande ponctuelle des étudiants concernant la reformulation des travaux de la municipalité, soulignant que ces travaux étaient surdimensionnés et manquaient de support technique suffisante et qu’il existait d’autres options pour les flux de transit dans la région. Les œuvres sont paralysées par une mesure de précaution de l'Institut national de la culture (INC), après avoir constaté que celles-ci ont endommagé une partie du patrimoine culturel de Huaca San Marcos. Après la gestion de l'ancien maire Luis Castañeda, un accord est attendu entre la nouvelle direction de la maire Susana Villarán et l'université, ce qui représente un meilleur bénéfice pour les deux parties et les voisins, tout en préservant l'intégrité du Huaca San Marcos, en préservant la zone tampon et les espaces verts du campus, et ne pas encourir de constructions injustifiées et mal conçues. En janvier 2011, la nouvelle direction municipale a reconnu que l'anneau de circulation était inutile, ce qui a donné raison à la position de l'université de San Marcos, qui s'est fondée sur les évaluations des spécialistes du Collège d'ingénieurs du Pérou et de l'université nationale d'ingénierie. Les représentants de l'université ont pris au mieux ces informations et espèrent parvenir enfin à une conciliation avec la commune de Lima.